# Município de Washington (condado de Monroe, Ohio)
O município de Washington (em inglês: Washington Township) é um município localizado no condado de Monroe no estado estadounidense de Ohio. No ano de 2010 tinha uma população de 511 habitantes e uma densidade populacional de 6,37 pessoas por km².

## Geografia
O município de Washington encontra-se localizado nas coordenadas 39° 37′ 31″ N, 81° 10′ 02″ O. Segundo a Departamento do Censo dos Estados Unidos, o município tem uma superfície total de 80.18 km², da qual 80,16 km² correspondem a terra firme e (0,02 %) 0,02 km² é água.

## Demografia
Segundo o censo de 2010, tinha 511 pessoas residindo no município de Washington. A densidade populacional era de 6,37 hab./km². Dos 511 habitantes, o município de Washington estava composto pelo 97,26 % brancos, o 0,2 % eram amerindios e o 2,54 % eram de uma mistura de raças. Do total da população o 0,2 % eram hispanos ou latinos de qualquer raça.